# Транспорт в Иерусалиме

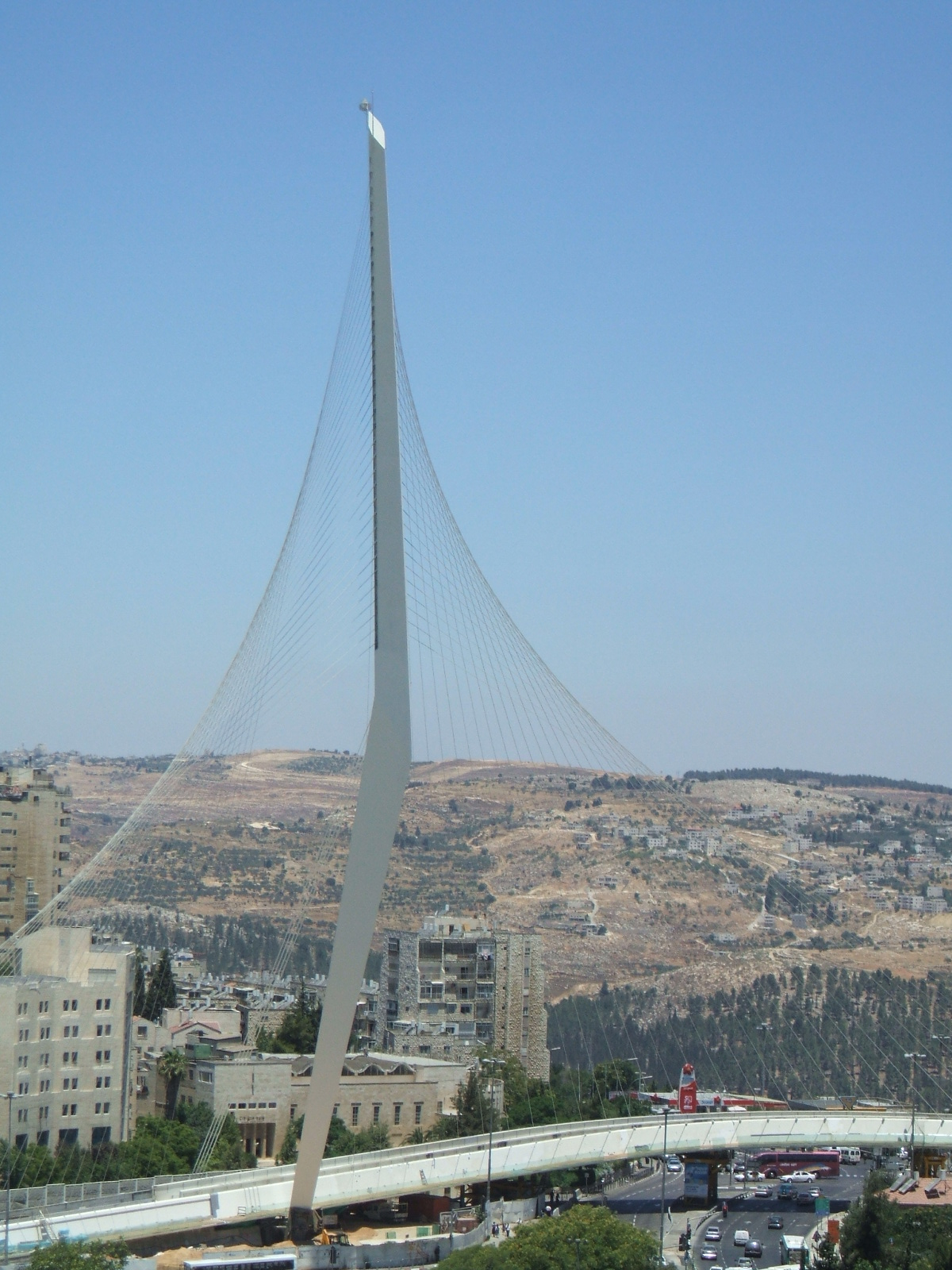
Иерусалимский Струнный мост

Иерусалим обслуживается высокоразвитой междугородней коммуникационной инфраструктурой и развивающейся внутри-городской сетью, что делает его ведущим логистическим узлом Израиля. Автобусные маршруты Эгед и Израильские железные дороги соединяют Иерусалим с большей частью остальной территории страны; внутри города действуют автобусные линии, часть из которых работает ночью.
Начиная с вечера пятницы и заканчивая вечером субботы, городской и междугородний транспорт в еврейской части Иерусалима (зелёные автобусы компании Egged и трамваи) не функционирует (по соображениям соблюдения традиций Шаббата). Арабская автобусная станция у Дамасских (Шхемских) ворот Старого города и отходящие от неё маршруты в Восточный Иерусалим, в города Палестинской Автономии и к иорданской границе (белые автобусы) действуют постоянно, но в ночное время движение этих автобусов не осуществляется.

## Автодороги
Внутри города транспортировка в основном осуществляется посредством автодорог. Дорога Атарот-Талпиот (шоссе 60) является главным маршрутом, пересекающим центр города возле Зелёной линии между Восточным и Западным Иерусалимом. Крупной западной внутри-городской магистралью Иерусалима является шоссе Бегина. Оно тянется с севера на юг от Атарота до Манахата (Малха), и сейчас прокладывается далее, чтобы дальше к югу соединиться с шоссе 60 до Гуш-Эцион. В северный конец шоссе вливается шоссе 443 из Тель-Авива и Модиин-Маккабим-Реут. Бульвар Герцля (шоссе 386) начинается у северного въезда в город и тянется на юг через гору Герцля и мемориал Катастрофы Яд ва-Шем. Затем он сливается с дополнительными дорогами, ведущими в юго-западные кварталы. Бульвар (трасса) Голомб — Херцог — Бен-Цви также соединяет южные кварталы с центром города.
Проходящая на восток через центр города, Яффская дорога соединяет Яффские ворота Старого города, а также центрально-восточные кварталы, с северо-западным въездом в город по шоссе 1. Шоссе 1 огибает центр города с севера в виде бульвара Йигаэль Ядин, и связывает Маале-Адумим с шоссе Бегина возле Рамота.
Продолжается строительство на некоторых участках 35-километровой кольцевой дороги вокруг города, которая будет способствовать более быстрому сообщению между пригородами. Концепция восточной половины проекта была сформирована десятилетия назад, но реакция на предполагаемое шоссе по-прежнему неоднозначная.

## Автобусное сообщение

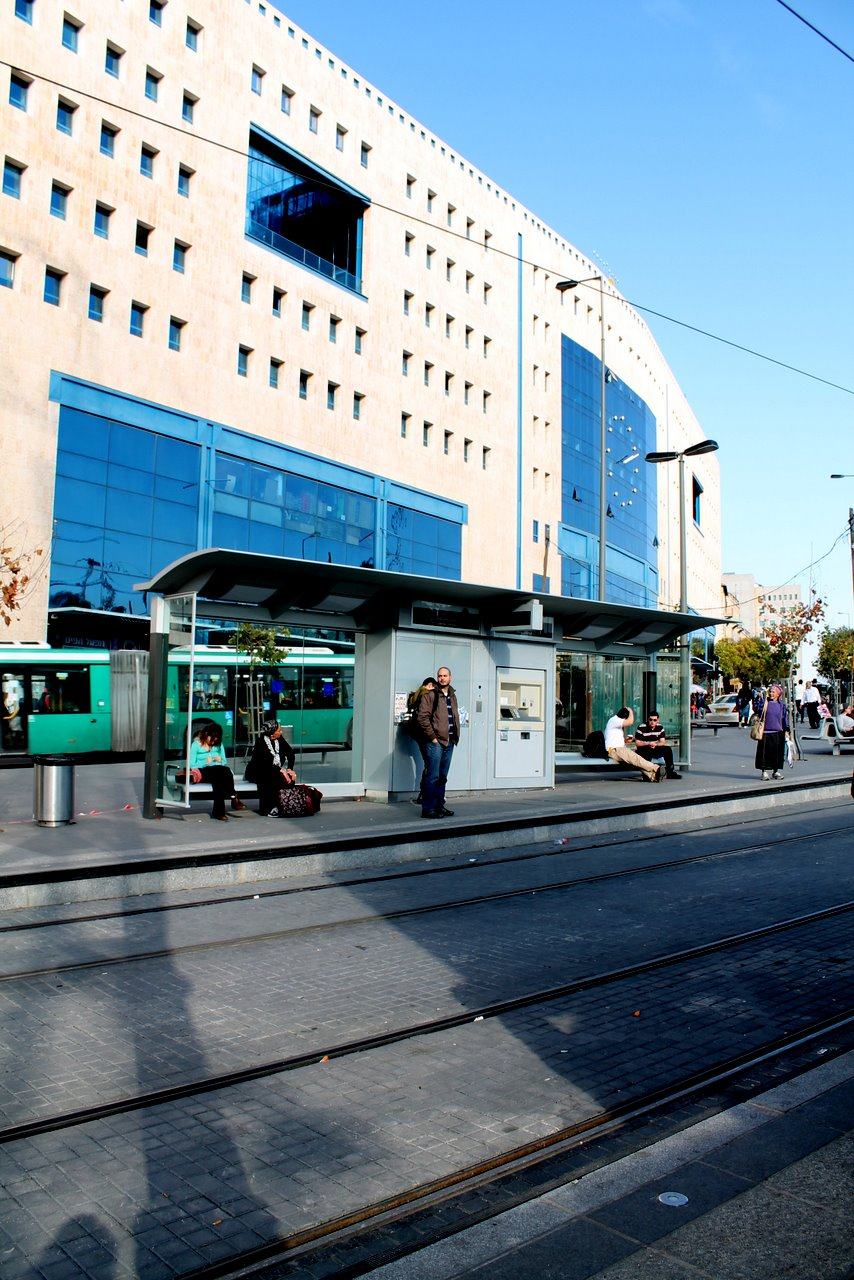
Иерусалимский Центральный автовокзал

В основном город обслуживается Автобусным кооперативом Эгед, который является второй по размерам автобусной компанией в мире — хотя, по данным на 2009 г., ещё несколько компаний также обеспечивают растущее количество автобусных маршрутов в город и из города. Две совместные автобусные линии Эгед — Дан обслуживают маршрут Бней-Брак-Иерусалим, в то время как Superbus обслуживает маршруты между Иерусалимом, Модиин-Илит и Модиин-Маккабим-Реут. Операционной базой всех этих компаний является междугородный иерусалимский Центральный автовокзал, расположенный на Яффской дороге — самый загруженный автовокзал в Израиле. По данным на декабрь 2008 г., Superbus также обеспечивает все автобусные маршруты в Иерусалимском коридоре, между Иерусалимом и Бейт-Шемеш. Компания Илит обеспечивает автобусные линии в Бейтар-Илит, Компания Кавим обслуживает маршруты в Модиин-Маккабим-Реут. Имеются маршруты и других компаний.

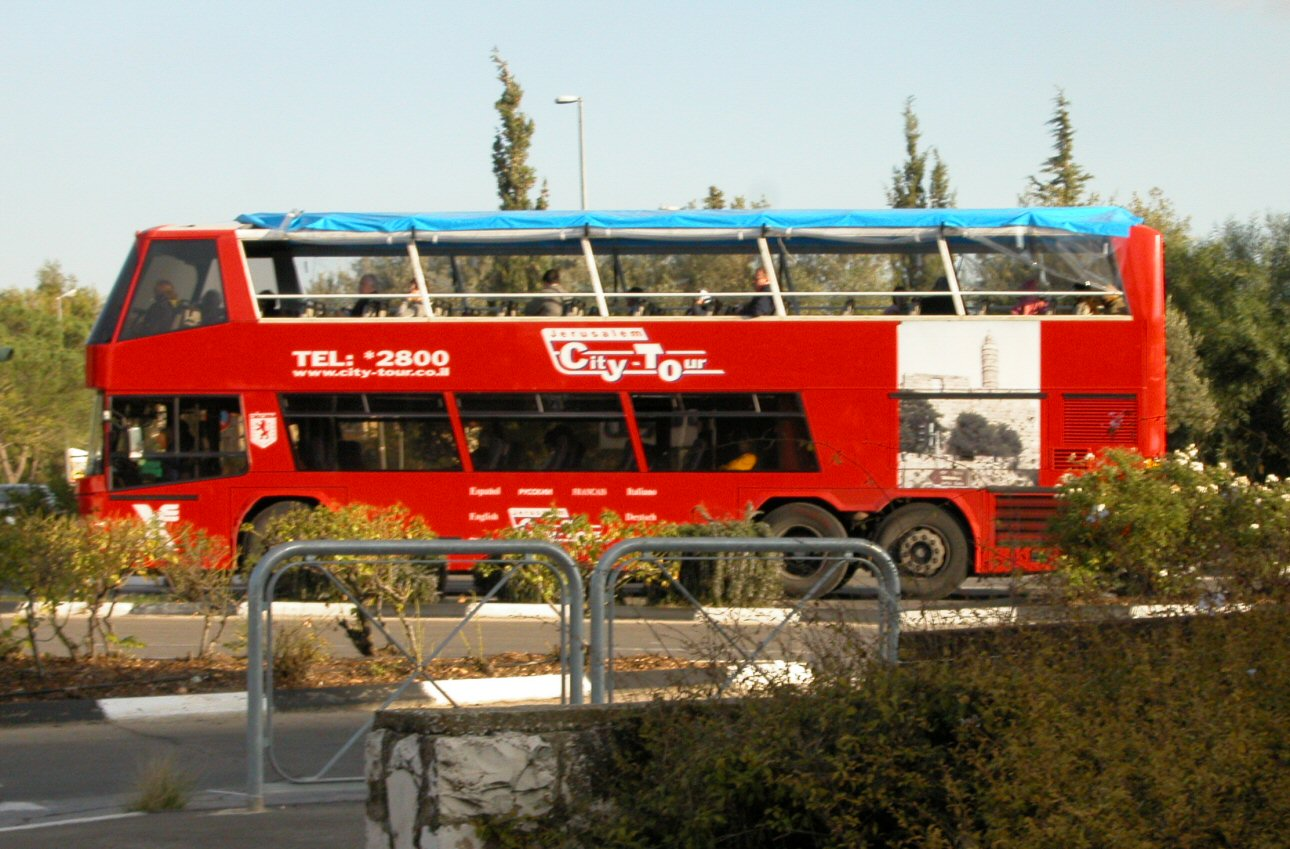
Туристический автобус 99 маршрута

Городскими автобусами в еврейских частях города оперирует Эггед, в ведении которого около 100 автобусных маршрутов по всему городу и его пригородам. С 8 марта 2018 года водители городских автобусов в Иерусалиме продают только анонимную транспортную карту «Рав-кав» с записанной на неё одной поездкой, позволяющей совершать пересадку в течение 90 минут с момента первой валидации как на другой автобус, так и на трамвай, либо с записанным на ту же карту однодневным проездным, позволяющим совершать неограниченное количество поездок в течение дня и до 3:59 следующих суток в пределах центральной зоны иерусалимского мегаполиса (сам Иерусалим и его ближайшие пригороды).
Планируется[когда?] полный отказ от продажи водителями каких-либо билетов. Переход на частичный отказ от продажи билетов водителями уже создал ряд неудобств для пользователей транспорта в связи с тем, что альтернативных способов пополнения, особенно за наличный расчет оказалось не так много. Полный отказ от продажи билетов водителями ожидаемо усугубит данную проблему, однако жители пытаются оказывать давление на администрацию города с целью создания более широкой автоматизированной сети пополнения транспортных карт.
Арабские кварталы города, равно как маршруты между Иерусалимом и палестинскими городами на Западном берегу и арабскими городами Израиля, обслуживаются автобусами, находящимися в арабском управлении. Эта система базируется на Восточно-иерусалимском центральном автовокзале, — транспортным узле, расположенном на улице Султана Сулеймана, — хотя автобусы отправляются также от Дамасских ворот Старого города. Эгед и палестинская сеть городских автобусов почти полностью отделены друг от друга. Есть лишь несколько автобусных остановок, которые обслуживаются обеими компаниями. При этом арабские жители Иерусалима часто пользуются автобусами Эгеда, однако еврейские жители редко пользуются арабскими автобусами — отчасти потому, что, в то время как арабы регулярно посещают израильский центр города, евреи нечасто приезжают в арабские части города.
В сотрудничестве с City Tour и иерусалимским муниципалитетом Эгед предоставляет «Автобус 99» — специальный туристический маршрут, по которому ходит двухэтажный открытый экскурсионный автобус, проходящий через все центральные туристические достопримечательности Иерусалима. Используя один билет на весь день, пассажир может сойти с автобуса на любой из 27 остановок, в любой момент, на протяжении рабочего времени маршрута. Полный тур длится около двух часов. По всему автобусу транслируется запись пояснений, доступная на восьми языках.
Четыре автобусных маршрута в Иерусалиме работают по системе скоростного автобусного движения, а именно, маршруты 71, 72, 74, 75. Планируется перевод одной из линий на легкорельсовый транспорт.

## Железнодорожное сообщение

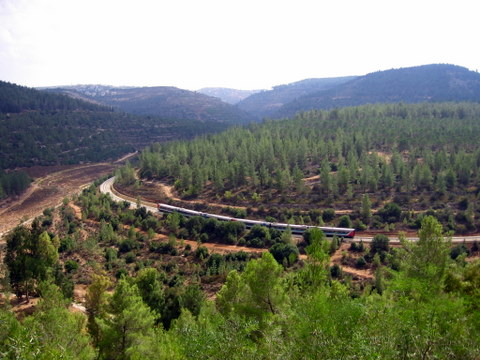
Иерусалимский поезд

В 1892 году в Иерусалим была проведена железнодорожная линия, связавшая его с Яффой. Был открыт главный вокзал города. Линия была закрыта в 1998 году из-за ухудшающегося состояния, и в течение семи лет Иерусалим оставался без железнодорожного сообщения.
9 апреля 2005 года участок линии между Иерусалимом и Бейт-Шемешем был открыт вновь. В настоящее время Израильские железные дороги осуществляют железнодорожное обслуживание из Тель-Авива через Бейт-Шемеш до южного Иерусалима, с двумя остановками: Иерусалим-Малха и Библейский зоопарк. С 2017 года чаще всего необходимо совершать пересадку в Бейт Шемеше, что увеличивает время в пути от пятнадцати до сорока пяти минут. Поезд идет из столицы Израиля в Тель-Авив 84 минуты.
В сентябре 2018 года состоялось открытие новой железнодорожной скоростной ветки Иерусалим — Тель-Авив, строительство которой включало прокладку тоннелей. Скоростная линия протянулась от Тель-Авива до Иерусалима через аэропорт Бен-Гурион. Её конечной станцией стал новый подземный вокзал Международный конференц-центр (Биньянеи ХаУма) на глубине 80 м, расположенный между Международным конференц-центром и Центральным автовокзалом; в конечном счёте её планируется протянуть до станции Малха. Благодаря высокой скорости, дорога от Тель-Авива занимает всего 25 минут. В сентябре 2018 года запущено пассажирское движение на электровозной тяге на участке Аэропорт-Бен-Гурион — Иерусалим. В декабре 2019 года маршрут указанных поездов продлён до Тель-Авив-Ха-Хагана. В дальнейшем маршрут был продлён до Тель-Авив-Мерказ и, наконец, до Герцлии.

### Трамвай

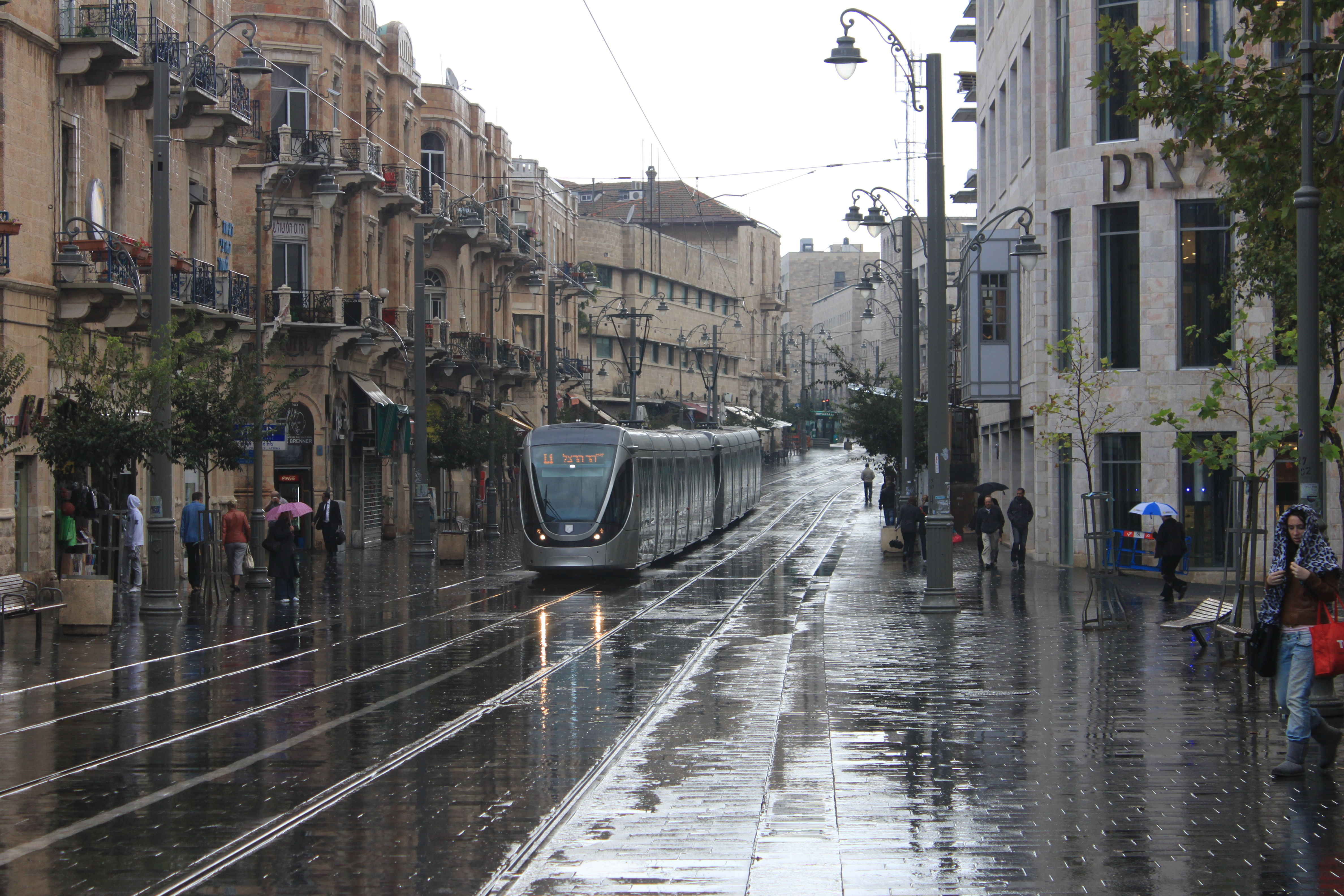
Скоростной трамвай на Яффской дороге

Первая линия иерусалимской трамвайной сети была завершена в 2010 г., с возведением Струнного моста Сантьяго Калатравы через Яффскую дорогу; трамвай начал действовать в августе 2011 г. Первый маршрут проходит от Писгат Зеэв на севере через Старый город и городской центр до горы Герцля на юге, и имеет 23 остановки. В Иерусалиме никогда не существовало предшествующей трамвайной сети первого поколения (что необычно для города с населением свыше 700 000 человек). В целях популяризации иерусалимский трамвай называют скоростным трамваем, а в англо- и ивритоязычной среде — даже лёгким поездом, однако есть мнение, что по сути это самый обычный трамвай. Единственным, хотя и существенным его преимуществом являются использование современного подвижного состава и приоритет на перекрёстках, что достигается автоматическим переключением светофора на пропуск трамвая при приближении к перекрёстку.

## Аэропорты
Местным иерусалимским аэропортом был Атарот, однако из-за угроз безопасности, возникших в связи с интифадой Аль-Аксы, в 2000 г. он был закрыт для гражданских перевозок, а в 2001 г. взят под контроль ЦАХАЛом. Ещё одной причиной закрытия называется расположение аэропорта на спорных территориях, что вызывает проблемы со стороны международных контролирующих авиационных организаций ИАТА и ИКАО. Ближайшим к Иерусалиму международным аэропортом является аэропорт Бен-Гурион, в 40 км к северо-западу от города, с которым он круглосуточно, кроме промежутка с вечера пятницы до вечера субботы и кроме промежутков времени с вечера предпразничного дня и до вечера праздничного дня связан железнодорожным транспортом и автобусным маршрутом 485 компании Афиким. Как и практически во всём общественном транспорте Израиля, принимается к оплате карта «Рав-кав» и покрывающие маршрут поездки проездные. Также с аэропортом связывают город маршрутные такси Нешер. Аэропорт Бен-Гурион служит основным международным воздушно-транспортным узлом для всего Израиля.